# Aljona Lanskaja
Aljona Lanskaja (bjeloruski: Алена Ланская) (Mogiljov, 7. rujna 1985.) je bjeloruska pop pjevačica.
Pobijedila je na Međunarodnom festivalu umjetnosti Slavjanski bazar u Vitebsku 2011. Predstavljala je Bjelorusiju na pjesmi Eurovizije 2013. u Malmöu, u Švedskoj s pjesmom "Solayoh". Prošla je polufinalnu večer, a u finalu je bila 16.
Trebala je predstavljati Bjelorusiju na Eurosongu i 2012., ali je naknadno diskvalificirana, zbog nepravilnosti u telefonskom glasovanju.

## Diskografija

### Album
- Mazes Of Love 2010.

### Singlovi
- „All My Life” 2012.
- „Rhythm of Love” 2012.
- „Solayoh” 2013.